# Wilt Chamberlain
Wilton Norman »Wilt« Chamberlain, ameriški košarkar, * 21. avgust 1936, Filadelfija, Pensilvanija, ZDA, † 12. oktober 1999, Bel Air, Kalifornija, ZDA.
Chamberlain je nekdanji košarkar v ligi NBA, kjer je igral za klube Harlem Globetrotters, Philadelphia / San Francisco Warriors, Philadelphia 76ers in Los Angeles Lakers. Ob višini 216 cm in teži 125 kg je igral na položaju centra. Velja za enega najboljših in najbolj dominantnih košarkarjev lige NBA vseh časov. V svoji karieri je osvojil dva naslova prvaka lige NBA v letih 1967 s 76ersi in 1972 z Lakersi. V letih 1960, 1966, 1967 in 1968 je bil izbran za najkoristnejšega košarkarja lige NBA. Sedemkrat je bil izbran v prvo postavo lige, trikrat v drugo, dvakrat pa v najboljšo obrambno postavi lige. Trinajstkrat je zaigral na Tekmi vseh zvezd. Sedemkrat je bil najboljši strelec lige NBA, enajstkrat pa najboljši skakalec. V svoji karieri je dosegel 31.419 točk oziroma 30,1 na tekmo, 23.924 skokov oziroma 22,9 na tekmo in 4.643 podaj oziroma 4,4 na tekmo. 2. marca 1962 je ob zmagi Warriorsov nad New York Knicksi s 169:147 kot edini košarkar v zgodovini lige NBA dosegel 100 točk.
Leta 1979 je bil sprejet v Košarkarski hram slavnih. Njegov dres s številko 13 so upokojili Golden State Warriorsi, Philadelphia 76ersi in Los Angeles Lakersi.